# 1615 w polityce
Wydarzenia polityczne w 1615 roku.

## Zmarli
- Alessandro Rossi, biskup Parmy[1].
- John Fenn, angielski ksiądz katolicki[2].